# Cobra-liga
Cobra-liga é o nome comum para serpentes de pequeno a médio porte pertencentes ao gênero Thamnophis, da família Colubridae. São nativas da América do Norte e da América Central, distribuindo-se desde o centro do Canadá até Costa Rica, no sul.
Com cerca de 37 espécies e 52 subespécies reconhecidas, as cobras-liga apresentam grande variação em aparência. Geralmente, possuem olhos grandes e redondos com pupilas arredondadas, corpo esguio, escamas quilhadas (com aparência elevada) e um padrão de listras longitudinais que podem ou não incluir manchas (algumas não possuem listras). Certas subespécies exibem listras azuis, amarelas ou vermelhas, misturadas com partes superiores pretas e marcações bege ou castanhas na parte inferior. Variam significativamente em comprimento total, de 46 a 130 cm.
Não há consenso sobre a classificação das espécies de Thamnophis, resultando em discordâncias entre taxonomistas e fontes variadas, como guias de campo. Uma área de debate, por exemplo, é se dois tipos específicos de serpentes são espécies separadas ou subespécies da mesma. As cobras-liga são proximamente relacionadas ao gênero Nerodia [en] (serpentes aquáticas), com algumas espécies tendo sido colocadas e retiradas dos gêneros.
As cobras-liga podem reter toxinas de suas presas anfíbias no fígado, sendo uma das poucas espécies de serpentes no mundo que podem ser tanto venenosas quanto peçonhentas.

## Taxonomia
A primeira cobra-liga descrita cientificamente foi a cobra-liga-ocidental (Thamnophis sirtalis sirtalis), pelo zoólogo e taxonomista Carl Linnaeus, em 1758. O gênero Thamnophis foi descrito por Leopold Fitzinger em 1843 para as cobras-liga e cobras-fita. Muitas serpentes anteriormente identificadas como gêneros ou espécies próprios foram reclassificadas como espécies ou subespécies de Thamnophis. Atualmente, agosto de 2025, o banco de dados Catalogue of Life reconhece 37 espécies no gênero, algumas com várias subespécies.

## Distribuição e habitat
Nativas da América do Norte e América Central, as espécies do gênero Thamnophis são encontradas em todos os 48 estados dos Estados Unidos e em todas as províncias canadenses. Ocorrem desde as planícies subárticas do centro-oeste do Canadá, passando por Ontário e Quebec, até o Canadá Atlântico, sul da Flórida, regiões central e sul dos EUA, áreas áridas do sudoeste, México, Guatemala e para o sul até os neotrópicos e Costa Rica.
As cobras-liga não são originalmente nativas da ilha de Terra Nova, no leste do Canadá, mas têm se reproduzido na natureza e se espalhado gradualmente desde pelo menos 2010. Não se sabe como chegaram à ilha, possivelmente por meio de carregamentos de feno ou como animais de estimação que escaparam.
Sua ampla distribuição deve-se à dieta variada e à adaptabilidade a diferentes habitats, com proximidade variável à água. Na parte oeste da América do Norte, essas serpentes são mais aquáticas do que na região leste. Vivem em diversos habitats, como florestas, bosques, campos, pastagens e gramados, mas nunca muito longe de água, frequentemente próximos a pântanos, riachos ou lagoas, refletindo a importância de anfíbios em sua dieta. São comumente encontradas perto de pequenos lagos com ervas altas.

## Comportamento

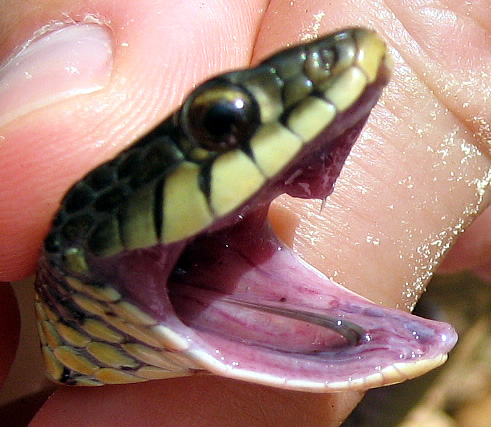
Dente posterior de uma cobra-liga

As cobras-ligas possuem sistemas complexos de comunicação por feromônios. Podem localizar outras serpentes seguindo suas trilhas com cheiro de feromônio. Os feromônios de machos e fêmeas são tão distintos que podem ser imediatamente diferenciados. No entanto, machos às vezes produzem tanto feromônios masculinos quanto femininos. Durante a temporada de acasalamento, essa habilidade engana outros machos, que tentam acasalar com eles, transferindo calor em um processo chamado cleptotermia, vantajoso após a hibernação para aumentar sua atividade. Machos que emitem ambos os tipos de feromônios conseguem mais cópulas em comparação com machos normais nas "bolas de acasalamento" formadas nas tocas quando as fêmeas entram na competição. Uma ninhada pode incluir até 57 filhotes.
As cobras-liga utilizam o órgão vomeronasal para comunicação por feromônios, por meio de movimentos da língua que coletam pistas químicas no ambiente. Ao entrar no lúmen do órgão, as moléculas químicas entram em contato com células sensoriais conectadas ao epitélio neurosensorial do órgão vomeronasal.
Quando perturbadas, podem se enroscar e atacar, mas geralmente escondem a cabeça e agitam a cauda. Também liberam uma secreção malcheirosa e almiscarada de uma glândula próxima à cloaca, contendo sete componentes voláteis altamente odoríferos: ácidos acético, propanoico, isobutírico, butanoico e 3-metilbutanoico; trimetilamina e 2-piperidona. Essas técnicas são usadas para escapar de predadores. Também podem deslizar para a água para fugir de predadores terrestres. Gaviões, corvos, garças, grous, guaxinins, lontras e outras espécies de serpentes (como cobras-corais) são predadores das cobras-liga, com até musaranhos e sapos consumindo os filhotes.

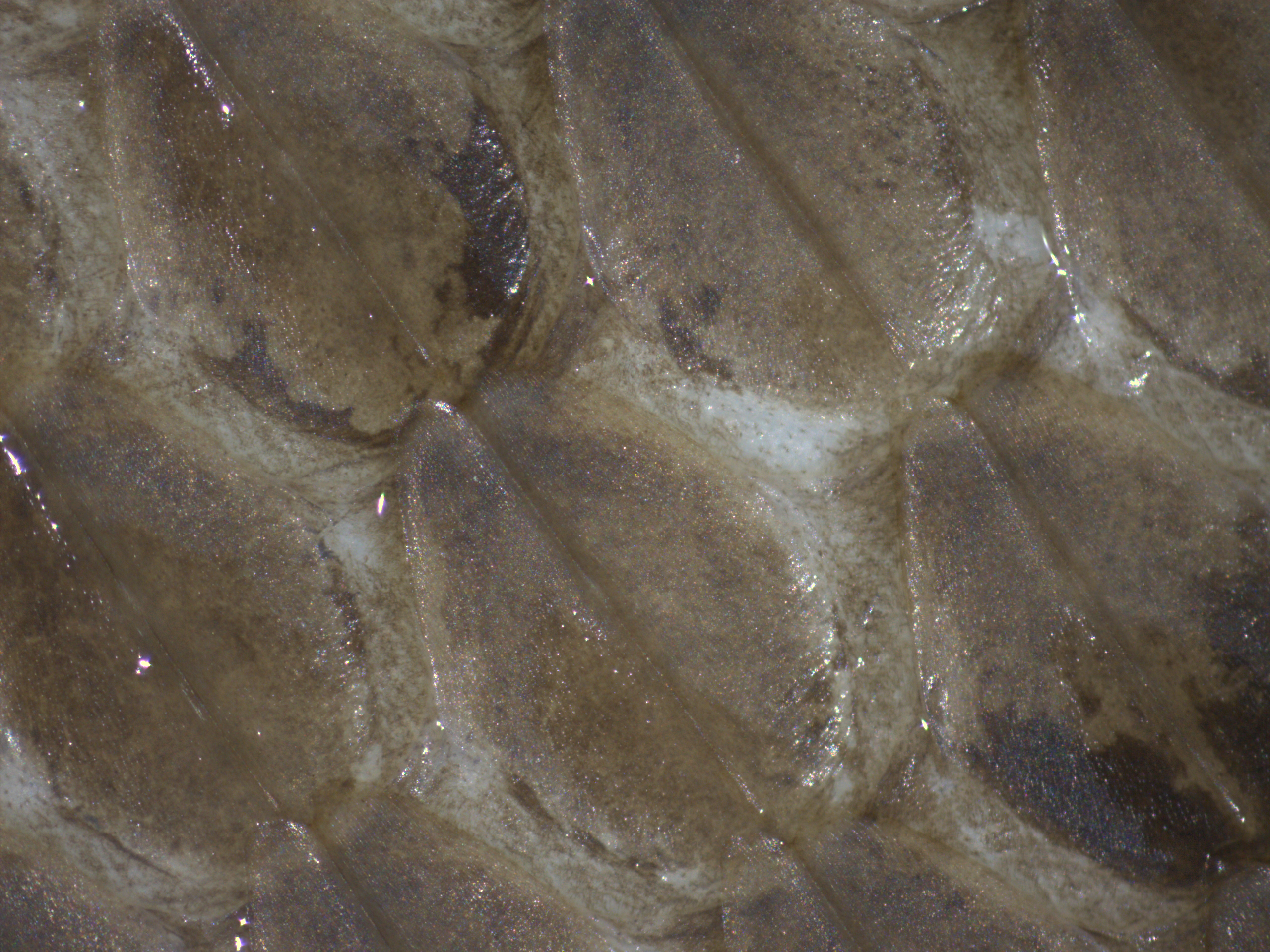
Vista aproximada das escamas nas costas de uma cobra-liga-comum (T. sirtalis)

Sendo heterotérmicas, como todos os répteis, as cobras-liga tomam sol para regular a temperatura corporal. Durante à hibernação, ocupam grandes locais comunais chamados hibernáculos. Essas serpentes migram longas distâncias para hibernar.

### Comportamento social
Um estudo de longo prazo do Ministério dos Transportes de Ontário revelou aspectos do comportamento social das cobras-liga-de-Butler (T. butleri). Realizado em uma área de 250 hectares perto de Windsor, Canadá, o estudo acompanhou mais de 3.000 serpentes por 12 anos. As descobertas desafiam suposições anteriores sobre o comportamento solitário das serpentes, sugerindo que formam grupos sociais e comunidades. O estudo mostrou que as cobras-liga-de-Butler não vagam aleatoriamente, mas tendem a se associar a grupos específicos de serpentes, geralmente de três a quatro indivíduos, com alguns grupos maiores chegando a até 46 serpentes.

### Dieta

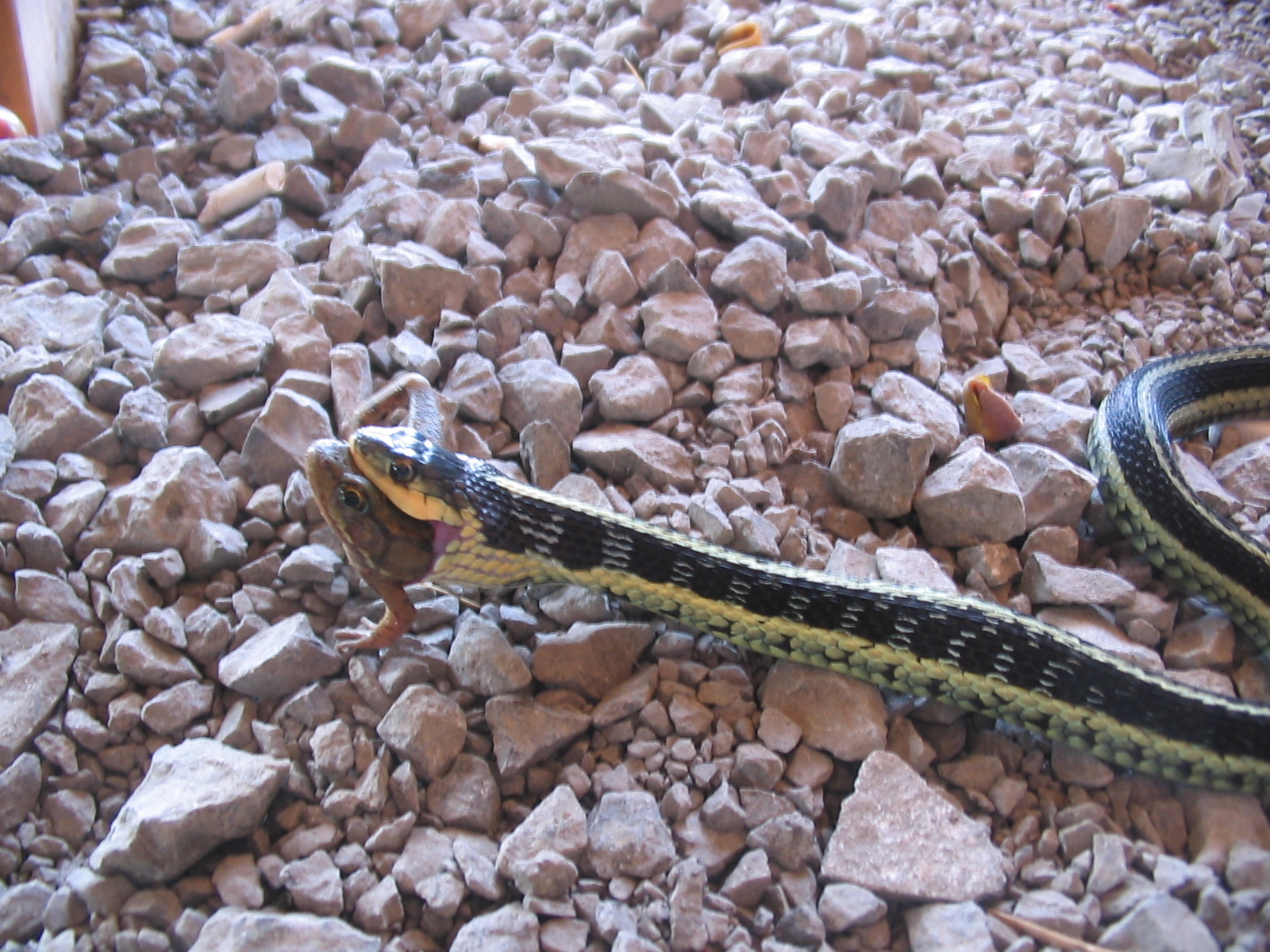
Engolindo um sapo

As cobras-liga, como todas as serpentes, são carnívoras. Sua dieta inclui quase qualquer criatura que consigam dominar: lesmas, minhocas (minhocas-da-terra, pois as minhocas-vermelhas são tóxicas para elas), sanguessugas, lagartos, anfíbios (incluindo ovos de sapos), peixes e roedores. Quando próximas à água, consomem outros animais aquáticos. A cobra-fita-oriental (T. saurita) prefere sapos (incluindo girinos), consumindo-os apesar de suas fortes defesas químicas. Os alimentos são engolidos inteiros. As cobras-liga adaptam-se a comer o que encontram e quando encontram, pois a comida pode ser escassa ou abundante. Embora prefiram animais vivos, por vezes consomem ovos.

### Veneno
Por muito tempo, acreditava-se que as cobras-liga não eram venenosas, mas descobertas no início dos anos 2000 revelaram que produzem um veneno neurotóxico. No entanto, não podem ferir gravemente ou matar humanos devido à pequena quantidade de veneno relativamente suave que produzem e à falta de um meio eficaz de injetá-lo. Em alguns casos, foram relatados inchaço e hematomas. Possuem dentes aumentados na parte posterior da boca, mas suas gengivas são significativamente maiores, e as secreções de sua glândula de Duvernoy são apenas levemente tóxicas.
Evidências sugerem que as populações de cobras-liga e tritões compartilham uma ligação evolutiva nos níveis de resistência à tetrodotoxina, indicando coevolução entre predador e presa. Cobras-liga que se alimentam de tritões tóxicos podem reter essas toxinas no fígado por semanas, tornando-as venenosas além de peçonhentas.

## Estado de conservação

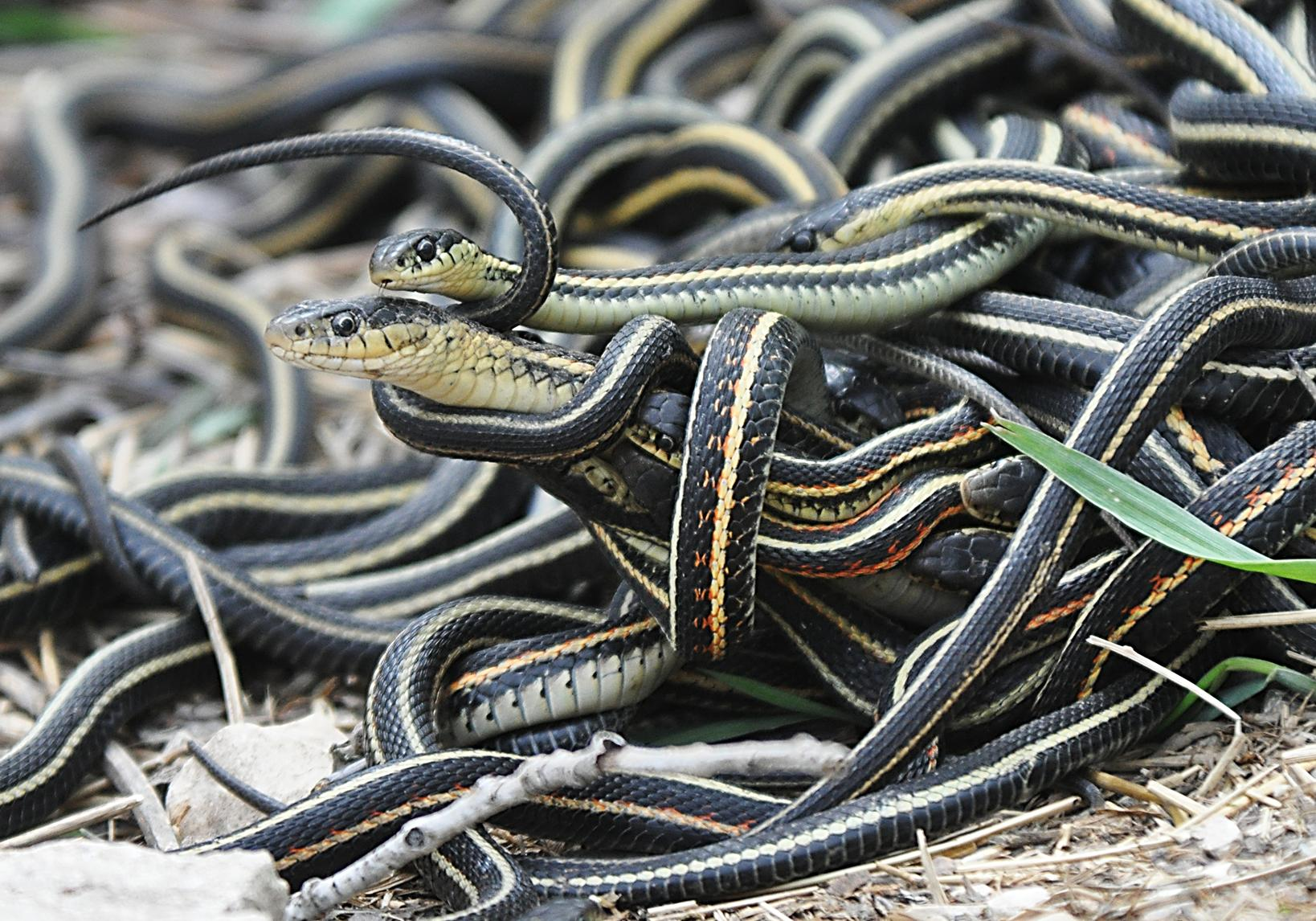
Bola de acasalamento

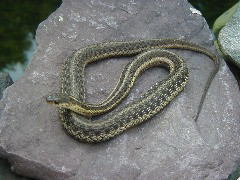
Filhote de cobra-liga

Apesar do declínio populacional devido à captura como animais de estimação (especialmente em regiões mais ao norte, onde grandes grupos são coletados durante a hibernação), poluição de áreas aquáticas e introdução de rã-touro-americanas como potenciais predadores, as cobras-liga ainda são alguns dos répteis mais comuns em grande parte de suas áreas de distribuição. A subspécie Thamnophis sirtalis tetrataenia está na lista de espécies ameaçadas desde 1969. A predação por lagostins também contribuiu para o declínio da cobra-liga-de-cabeça-estreita (T. rufipunctatus). Muitos criadores reproduzem todas as espécies de cobras-liga, tornando-as uma raça popular.

## Espécies e subespécies
Ordenadas alfabeticamente por nome científico:
| Imagem | Nome | Subespécies | Distribuição |
| ------ | --- | --- | --- |
|        | Thamnophis ahumadai C. Grünwald, Mendoza-Portilla, A. Grünwald, Montaño-Ruvalcaba, Franz-Chávez, García-Vázquez, & Reyes-Velasco, 2024 | | Montanha de Jalisco, México                                                                                            |
|        | Cobra-liga-aquática [en], Thamnophis atratus (Kennicott, 1860)                                                                         | - T. a. atratus (Kennicott, 1860) - T. a. hydrophilus Fitch, 1936 - T. a. zaxanthus Boundy, 1999 | Costa de Oregon e Califórnia                                                                                           |
|        | Thamnophis bogerti Rossman & Burbrink, 2005                                                                                            | | Oaxaca, México |
|        | Cobra-liga-de-cabeça-pequena [en], Thamnophis brachystoma (Cope, 1892)                                                                 | | Noroeste da Pensilvânia e sudoeste de Nova York                                                                        |
|        | Cobra-liga-de-Butler [en], Thamnophis butleri (Cope, 1889)                                                                             | | Noroeste de Ohio, nordeste de Indiana, porção leste da Península Inferior de Michigan e extremo sul de Ontário, Canadá |
|        | Cobra-liga-de-cabeça-dourada, Thamnophis chrysocephalus (Cope, 1885)                                                                   | | México |
|        | Thamnophis conanti Rossman & Burbrink, 2005                                                                                            | | Puebla e Veracruz, México                                                                                              |
|        | Thamnophis copei Dugès, 1879 | | México |
|        | Cobra-liga-da-Sierra, Thamnophis couchii (Kennicott, 1859)                                                                             | | Califórnia e Oregon, Estados Unidos                                                                                    |
|        | Cobra-liga-de-pescoço-preto [en], Thamnophis cyrtopsis (Kennicott, 1860)                                                               | - T. c. collaris (Jan, 1863) - Cobra-liga-de-pescoço-preto-ocidental, T. c. cyrtopsis (Kennicott, 1860) - T. c. ocellatus (Cope, 1880) | Sudoeste dos Estados Unidos, México e Guatemala                                                                        |
|        | Cobra-liga-costeira [en], Thamnophis elegans (Baird & Girard, 1853)                                                                    | - T. e. elegans (Baird & Girard, 1853) - T. e. hueyi Van Denburgh & Slevin, 1923 - T. e. terrestris Fox, 1951 - T. e. vagrans (Baird & Girard, 1853) | Colúmbia Britânica central, Alberta central e sudoeste de Manitoba no Canadá, centro dos Estados Unidos                |
|        | Cobra-liga-mexicana [en], Thamnophis eques (Reuss, 1834)                                                                               | - T. e. eques (Reuss, 1834) - T. e. carmenensis Conant, 2003 - T. e. cuitzeoensis Conant, 2003 - T. e. diluvialis Conant, 2003 - T. e. insperatus Conant, 2003 - T. e. megalops (Kennicott, 1860) - T. e. obscurus Conant, 2003 - T. e. patzcuaroensis Conant, 2003 - T. e. scotti Conant, 2003 - T. e. virgatenuis Conant, 1963 | México e nos Estados Unidos (Arizona e Novo México)                                                                    |
|        | Cobra-liga-errante, Thamnophis errans H. M. Smith, 1942                                                                                | | Estados de Chihuahua, Durango, Jalisco, Nayarit e Zacatecas, México                                                    |
|        | Cobra-liga-das-montanhas, Thamnophis exsul Rossman, 1969                                                                               | | México |
|        | Thamnophis foxi [en] Rossman & Blaney, 1968                                                                                            | | México |
|        | Cobra-liga da Guatemala, Thamnophis fulvus (Bocourt, 1893)                                                                             | | México, Guatemala, Honduras e El Salvador                                                                              |
|        | Cobra-liga-gigante [en], Thamnophis gigas Fitch, 1940                                                                                  | | Califórnia central |
|        | Cobra-liga de Godman, Thamnophis godmani (Günther, 1894)                                                                               | | Sul do México |
|        | Cobra-liga-de-duas-listras [en], Thamnophis hammondii (Kennicott, 1860)                                                                | | Califórnia central até Baja California, México                                                                         |
|        | Thamnophis lineri Rossman & Burbrink, 2005                                                                                             | | México |
|        | Cobra-liga-quadriculada, Thamnophis marcianus (Baird & Girard, 1853)                                                                   | - T. m. marcianus (Baird & Girard, 1853) - T. m. praeocularis (Bocourt, 1892) | Sudoeste dos Estados Unidos, México e América Central                                                                  |
|        | Cobra-liga-de-barriga-preta [en], Thamnophis melanogaster (Peters, 1864)                                                               | - T. m. canescens H.M. Smith, 1942 - T. m. chihuahuanensis W. Tanner, 1959 - T. m. linearis H.M. Smith, Nixon & P.W. Smith, 1950 - T. m. melanogaster (W. Peters, 1864) | México |
|        | Cobra-liga de Tamaulipan, Thamnophis mendax Walker, 1955                                                                               | | México |
|        | cobra-liga-pintada-do-sul, Thamnophis nigronuchalis Thompson, 1957                                                                     | | Durango, México |
|        | Cobra-liga-do-noroeste [en], Thamnophis ordinoides (Baird & Girard, 1852)                                                              | | Califórnia, Oregon e Washington; no Canadá, encontrada na Colúmbia Britânica                                           |
|        | Thamnophis postremus Smith, 1942 | | México |
|        | Cobra-fita-ocidental [en], Thamnophis proximus (Say, 1823)                                                                             | - T. p. alpinus Rossman, 1963 - T. p. diabolicus Rossman, 1963 - Cobra-fita do Golfo, T. p. orarius Rossman, 1963 - T. p. proximus (Say, 1823) - T. p. rubrilineatus Rossman, 1963 - T. p. rutiloris (Cope, 1885) | Oeste dos Estados Unidos, México e América Central                                                                     |
|        | Cobra-liga-de-garganta-amarela [en], Thamnophis pulchrilatus (Cope, 1885)                                                              | | México |
|        | Cobra-liga-das-planícies [en], Thamnophis radix (Baird & Girard, 1853)                                                                 | | Centro dos Estados Unidos até o Canadá e ao sul até o Texas                                                            |
|        | Cobra-liga de Rossman, Thamnophis rossmani Conant, 2000                                                                                | | México |
|        | Cobra-liga-de-cabeça-estreita [en], Thamnophis rufipunctatus (Cope, 1875)                                                              | | Arizona e Novo México, e nos estados mexicanos de Sonora, Chihuahua e Durango                                          |
|        | Cobra-fita-oriental [en], Thamnophis saurita (Linnaeus, 1766)                                                                          | - T. s. nitae Rossman, 1963 - T. s. sackenii (Kennicott, 1859) - T. s. saurita (Linnaeus, 1766) - T. s. septentrionalis Rossman, 1963 | Leste da América do Norte                                                                                              |
|        | Cobra-liga-de-cauda-longa, Thamnophis scalaris (Cope, 1861)                                                                            | | México |
|        | Cobra-liga-de-cauda-curta, Thamnophis scaliger (Jan, 1863)                                                                             | | México |
|        | Cobra-liga-comum, Thamnophis sirtalis (Linnaeus, 1758)                                                                                 | - T. s. annectens Brown, 1950 - T. s. concinnus (Hallowell, 1852) - T. s. dorsalis (Baird & Girard, 1853) - T. s. fitchi Fox, 1951 - T. s. infernalis (Blainville, 1835) - T. s. pallidulus Allen, 1899 - T. s. parietalis (Say, 1823) - T. s. pickeringii (Baird & Girard, 1853) - T. s. similis Rossman, 1965 - cobra-liga ociental, T. s. sirtalis (Linnaeus, 1758) - T. s. semifasciatus (Cope, 1892) - T. s. tetrataenia (Cope, 1875) | América do Norte |
|        | Cobra-liga de Sumichrast, Thamnophis sumichrasti (Cope, 1866)                                                                          | | México |
|        | Thamnophis unilabialis W. Tanner, 1985                                                                                                 | | México |
|        | Cobra-d'água-do-Pacífico, Thamnophis validus (Kennicott, 1860)                                                                         | - T. v. celaeno (Cope, 1860) - T. v. isabellae (Conant, 1953) - T. v. thamnophisoides (Conant, 1961) - T. v. validus (Kennicott, 1860) | México |

Na lista acima, uma autoridade binomial ou trinomial em parênteses indica que a espécie ou subespécie foi originalmente descrita em um gênero diferente de Thamnophis.